# Sabroskyina
Sabroskyina is een vliegengeslacht uit de familie van de halmvliegen (Chloropidae).

## Soorten
- S. szilady (Duda, 1933)